# قطيع الولفي
قطيع الولفي : هو مجموعة من الناس كرسوا لنشر شخصية نيرو ولفي والتي صنعها ركس ستاول 

## التاريخ
كما الدعاية ل كتاب وليام اس برانج (نيرو ولفي الشارع الغربي 35) واصدروا صحافة الفايكينج (مسابقة الماموث ل نيرو ولفي الجديد) في كتاب نيويورك تايمز. بعد اربع سنوات بدأ جون مكلير بالعمل على ما يبدو انها ستصبح السيرة الشخصية ل جون ستاول. حافظ مكلير على مسابقة القائمة البريدية وبدأ مراسة إحدى المعجبين وكان اسمها ايلين كرينجر، رغبت كرينجر ب تكوين مجتمع ادبي ل نيرو ولفي واقترح مكلير اسم (قطيع الولفي)
اقيم أول عشاء ل نيرو ولفي في عام 1977في نادي اللوتس في مدينة نيويوورك. وقام مارتي وركس ستاوت بتكريم كتاب مكلير السيرة الذاتية لجون ستاوت والذي نشر مؤخرا من قبل من قبل شركة ليتل بروان والشركة. كان هنالك 131 ضيف وكانو يتضمنون اوتو بينزير المحرر والناشر والمالك ل شكرة ذا ميستيروس بوك شوب والتي كانت ستفتح بعد سنتين من العشاء. ايلينور سولفان المحررة لمجلة ايرلي كوينز مستري وايضا دايلس وين صاحب قتل الحبر وهو ذا ويست سايد ميستري بوكشوب الذي كان العشاء برعايته
في العشاء استلموا الضيوف استطلاع ل تحديد اهتمامهم في المجتمع الادبي ل والذي كان اسمه ذا ولفي باك.
على مدار الكثير من الرويات والقصص القصيرة.ركس ستاوت اعطى الكثير من العناوين ل ولفي هومستون.في عام 1996 حققوا ذا ولفي باك في المسئلة ووجدو ان احتما واحد فقط طابق الوصف في القصص وكان 454 غرب شارع 35 ومع مساعدة قسم الترفيه والحدائق ل مدينة نيويورك المجموعة وضعت لوحة تذكارية في ذلك العنوان 

## الانشطة
يقيم ذا ولفي باك مادبة زهرة الوركيد السوداء سنويا والتي يسلم فيها جائزة نيرو وجائزة الاوركيد الاسود للرواية القصيرة.

## المنشورات
نشرت المجموعة ذا جازتي: هي مجلة ذا ولفي باك. جمع مارفن كايي مقالات ورويات من مجلة ذا جازتي الي كتابين وكان اسمهم ذا ارتشي جودوين فايلز وذا نيرو ولفي فايلز

## الروابط الخارجية
- The Wolfe Pack